# Astyanax bockmanni
Astyanax bockmanni är en fiskart som beskrevs av Richard P. Vari och Castro 2007. Astyanax bockmanni ingår i släktet Astyanax och familjen Characidae. Inga underarter finns listade.